# Winchester Speedway
O Winchester Speedway é um autódromo localizado em Winchester, no estado de Indiana, nos Estados Unidos, o circuito é no formato oval com 0,8 km (0,5 milhas) de extensão e 37° de inclinação.
Foi inaugurado em 1916 e atualmente recebe corridas da ARCA Racing Series, sua principal corrida é a Winchester 400